# 蕾吉娜·瑪格麗頓
蕾吉娜·瑪格麗頓（英語：Regina Margareten，1863年12月20日或25日—1959年1月15日）是一名匈牙利裔美國企業家，被譽為紐約市的「馬佐皇后」。她於1883年移民美國，在那裡她的家族創辦了一家企業，後來發展成為猶太食品製造商霍洛維茨兄弟（Horowitz Brothers）和瑪格麗頓公司（Margareten Company）。《紐約時報》曾多次對她進行報道，她直到去世前兩週還在繼續經營公司。

## 職業生涯
1863年12月20日或25日，瑪格麗頓出生於匈牙利米什科爾茨，父親是雅各布·霍洛維茨（Jacob Horowitz），母親是米拉爾·查亞·霍洛維茨（Miral Chayah Horowitz）。瑪格麗頓出生時的名字是雷布希（Rebush）和漢娜·里夫卡（Hannah Rivka）。她的父親是尼科爾斯堡哈西德王朝什梅爾克·霍洛維茨的後裔。在懷孕期間，她與丈夫伊格納茨·瑪格麗頓（Ignatz Margareten）和父母於1883年移民美國，並在紐約市定居。他們在下東城開了一家雜貨店，因為他們想繼續信奉正統猶太教。在美國的第一個逾越節，他們自己製作了逾越節薄餅，並在隨後的幾年中逐漸發展成為該家族在紐約的唯一業務，即霍洛維茨兄弟和瑪格麗頓公司。
公司從第一年租用麵包房發展到1931年營業額超過一百萬美元。瑪格麗頓每天都會例行檢查薄餅，並建議使用來自美國三個不同州的小麥來提高薄餅的質量，同時將業務擴展到其他猶太產品。1923年丈夫過世後，她成為公司的財務主管。在1940年代和1950年代，她會在逾越節前夕用意第緒語和英語在當地電台發表演說。1945年，市政府接管公司的原址，瑪格麗頓監督在長島開設了一家規模更大的工廠。瑪格麗頓晚年曾多次被《紐約時報》報道，1942年她80歲生日時，1953年她91歲生日時，以及1957年12月24日。直到瑪格麗頓96歲去世前兩週，她仍堅持每天到工廠上班。《紐約時報》在她的訃聞中稱她為「馬佐女王」。

## 個人生活
瑪格麗頓是這個大家族的族長。她在紐約州亨特山附近擁有一處房產，並在亨特建立了瑪格麗頓公園。在1920年代和1930年代，她每年都會回匈牙利探親。在1920年代，她曾飛過倫敦到巴黎的一段旅程。1924年，瑪格麗頓在匈牙利埃代萊尼投資了一個煤礦，為當地許多家庭成員創造就業機會。第二次世界大戰開始後，她和兒子雅各（Jacob）安排許多匈牙利家族成員來到美國。

## 來源
- Hyman, Paula; Dash Moore, Deborah. . New York: Routledge. 1998. ISBN 978-0-415919-357.